# Magistrato alla Milizia da Mar
Nella Repubblica di Venezia il Magistrato della Milizia da Mar ("Magistratura della milizia marina") era un Magistrato (sorta di ministero) incaricato dell'amministrazione della marina veneziana. Si trattava di un complesso di magistrature create in tempi diversi con il compito di governare l'approntamento della flotta, delle armi e degli equipaggi.

## Composizione e compiti del Magistrato

### Attività di reclutamento

#### Presidenti alla Milizia da Mar
In numero di tre, i Presidenti alla Milizia da Mar vennero creati la prima volta nel 1545 e dopo vari passaggi confermati nel 1585 alla presidenza del Collegio alla Milizia da Mar. Nel 1723 il Senato accolse la richiesta di affiancare all'ufficio un quarto membro, che secondo la consuetudine fu detto Aggiunto, incaricato delle attività di riscossione sulle tasse per l'armamento della flotta.

#### Collegio alla Milizia da Mar
Creato nel XV secolo, il Collegio alla Milizia da Mar doveva predisporre dell'approntamento della flotta. Inizialmente si componeva di quattro Pregadi nominati dal Senato, da sedici aggiunti scelti dal Maggior Consiglio, da due Provveditori all'Armar, da due Patroni all'Arsenal, due Provveditori all'Artiglieria e due Provveditori alli Biscotti. Nel 1558 l'assemblea venne riformata e composta da due Provveditori e otto Governatori. Nel 1561 i governatori divennero sedici e si aggiunsero due Provveditori alle Biave. Nel 1585 un'ultima riforma portò il collegio a formarsi di tre governatori e tre Presidenti alla Milizia da Mar. Il compito principale del collegio era quello di provvedere al bacino di reclutamento dei marinai e dei soldati per la flotta presso le Scholae di Venezia ed i territori del Dogado e alla riscossione delle tasse dovute per le esenzioni.

### Attività di allestimento della flotta

#### Provveditori all'Armar
I Provveditori all'Armar, anche detti Provveditori all'Ufficio dell'Armar, disponevano del mantenimento delle navi in disarmo, dell'allestimento e dell'armamento della flotta e dell'arruolamento degli equipaggi e dei soldati per la flotta. Creati nella seconda metà del XV secolo, vennero elevati da due a tre membri nel 1644. Fungevano anche da giudici per le questioni tra ufficiali, marinai e galeotti e per i casi di pirateria ai danni di navi della Repubblica. Avevano giurisdizione sulla navigazione, sul canale della Giudecca (il canale portuale di Venezia) e sulla Schola della confraternita dei marinai.

#### Inquisitori all'Armar
Magistratura creata in via eccezionale nei casi in cui si rendesse necessario rivedere l'operato dei Provveditori all'Armar.

### Attività di governo dell'Arsenale

#### Collegio sopra l'Arsenal
Organo creato nel 1565 per provvedere alle necessità economiche e alla regolamentazione dell'Arsenale, questo consiglio si componeva dei Patroni all'Arsenale dei Provveditori all'Arsenale, di cinque Savi (due agli Ordini, due di Terraferma e un Savio Grande), di un Capo della Quarantia ed un Consigliere ducale. Tale organo si riuniva dapprima con scadenza annuale, poi elevata a biennale e quindi, dal 1637, su iniziativa dei Patroni.

#### Inquisitori all'Arsenal
In numero variabile, questi magistrati venivano eletti in via eccezionale quando si rendesse necessaria una verifica sull'amministrazione dell'Arsenale veneziano.

#### Sopraprovveditori all'Arsenal
Creati nel 1490, e poi elevati da due a tre membri nel 1498, i Sopra Provveditori all'Arsenal vigilavano sull'attività dei Provveditori all'Arsenal, assegnando inoltre loro le linee d'azione di massima e riferendo al Consiglio dei Pregadi sullo stato dell'Arsenale navale.

#### Provveditori all'Arsenal
Composti da tre patrizi eletti dal Senato e in carica per trentadue mesi, i Provveditori all'Arsenal, creati nel XV secolo e portati da due a tre nel 1490, affiancavano i Patroni all'Arsenal e avevano, per mezzo del più anziano tra loro, diritto di inquisizione. Risiedevano per legge a turni di quindici giorni all'interno dell'Arsenale.

#### Patroni all'Arsenal
I tre Patroni all'Arsenal ("Padroni dell'Arsenale"), nominati dal Maggior Consiglio, erano dal 1281 i custodi dell'Arsenale di Venezia, cuore della potenza veneziana. Nel 1442 venne loro imposto l'obbligo di residenza in tre distinti palazzi attigui all'Arsenale, detti Paradiso, Purgatorio e Inferno, con l'ulteriore obbligo di risiedere a turni di sette notti all'interno dell'Arsenale stesso, custodendone le chiavi e assumendo per tale periodo il titolo di Patron di Guardia ("Padrone di Guardia"). L'apertura notturna delle porte dell'Arsenale richiedeva comunque il loro contemporaneo concorso. I provveditori governavano l'attività del cantiere regolandone le costruzioni, gli approvvigionamenti e la disciplina interna. Dal 1444 partecipavano ai lavori del Senato con diritto di voto.

### Altre attività

#### Visdomini alla Tana
In numero di tre, creati nel XII secolo come Ufficiali alla Camera del Canevo e dal 1558 denominati Visdomini ("Vicepadroni"), questi magistrati eletti dal Maggior Consiglio sovrintendevano al deposito dei cordami dell'Arsenale di Venezia.

#### Provveditori alli Biscotti
In numero di tre, erano incaricati dell'approvvigionamento delle navi della flotta, garantivano in particolare la fornitura del biscotto, alimento base degli equipaggi, prodotto all'interno dei forni dell'Arsenale. Vennero in seguito aboliti.

#### Provveditori alle Artiglierie
Creati nel 1589, in numero di tre patrizi tratti dal Senato, i Provveditori alle Artiglierie vigilavano sulle fabbriche della polvere da sparo, sulle fonderie, sulla produzione delle munizioni, sulle artiglierie e sul corpo dei Bombardieri.

#### Tre sulle galee dei condannati
Tre magistrati patrizi nominati a partire dal 1545 per sovrintendere alle cosiddette galee de'condannati, cioè alla squadra di galee di rematori forzati dipendente in mare dal comando del Governator de'Condannati.